# دی جی کندی
دی جی کندی (انگلیسی: D. J. Kennedy؛ زادهٔ ۵ نوامبر ۱۹۸۹) بازیکن بسکتبال اهل ایالات متحده آمریکا است.
از باشگاه‌هایی که در آن بازی کرده‌است می‌توان به کلیولند کاوالیرز اشاره کرد.